# Свердловський район (Орловська область)
Свердловський район (рос. Свердловский район) — адміністративно-територіальна одиниця (район) та муніципальне утворення (муніципальний район) у складі Орловської області Російської Федерації.
Адміністративний центр — місто Зміївка.

## Історія
- Район утворено 30 липня 1928 року у складі Орловського округу Центрально-Чорноземної області.
- 13 червня 1934 року після ліквідації Центрально-Чорноземної області район увійшов до складу новоствореної Курської області.
- 1937 року Свердловський район був переданий з Курської області в новостворену Орловську область.

## Населення
| 1959    | 1970    | 1979    | 1989    | 2002    | 2009    | 2010    |
| ------- | ------- | ------- | ------- | ------- | ------- | ------- |
| 31 632  | ↘27 159 | ↘21 594 | ↘19 223 | ↘18 070 | ↘17 596 | ↘16 311 |
| 2012    | 2013    | 2014    | 2015    | 2016    | 2017    | 2018    |
| ↘16 275 | ↘16 166 | ↘15 851 | ↘15 555 | ↘15 354 | ↘15 204 | ↘15 103 |